# Бартківка
Бартківка — частина міста Динів, до 1993 р. — село на території теперішньої Республіки Польща, етнічна українська територія Надсяння (Підкарпатське воєводство, повіт — Ряшів (Ряшів), гміна — Динів).

## Розташування
Розташоване за 40 км на захід від Перемишля, у долині річки Сян.

## Історія
В 1427 р. село закріпачене за німецьким правом.
Село знаходиться на заході Надсяння, де внаслідок примусового закриття церков у 1593 р. власницею Катариною Ваповською українське населення було піддане латинізації та полонізації. На 1936 р. рештки українського населення становили 5 осіб, які належали до греко-католицької парафії Павлокома Динівського деканату Апостольської адміністрації Лемківщини.
У міжвоєнні роки село належало до Березівського повіту Львівського воєводства. У середині вересня 1939 року німці окупували село, однак уже 26 вересня 1939 року мусіли відступити з правобережної частини Сяну, оскільки за пактом Ріббентропа-Молотова вона належала до радянської зони впливу. 27.11.1939 постановою Верховної Ради УРСР село в ході утворення Дрогобицької області включене до Добромильського повіту. Село ввійшло до складу утвореного 17.01.1940 Бірчанського району (районний центр — Бірча). Наприкінці червня 1941, з початком Радянсько-німецької війни, село знову було окуповане німцями. В липні 1944 року радянські війська знову оволоділи селом. В березні 1945 року, у рамках підготовки до підписання Радянсько-польського договору про державний кордон зі складу Дрогобицької області правобережжя Сяну включно з Сільницею було передане до складу Польщі.

## Сучасність
З 1993 р. є дільницею Динова з головною вулицею, яка називається Барткувка.